# Gracyanne Barbosa
Gracyanne Jacobina Barbosa Vieira (Campo Grande, 20 de setembro de 1982) é uma modelo de fisiculturismo, personalidade de televisão, empresária e ex-dançarina brasileira. Tornou-se conhecida como dançarina do grupo Tchakabum, no qual atuou entre 1999 a 2008. Depois, passou a se dedicar principalmente às redes sociais, onde soma 20 milhões de seguidores (mais de 12 milhões estão no Instagram) graças ao interesse do público no estilo de vida saudável dela, que se dedica rigorosamente à musculação e à alimentação controlada há mais de duas décadas.

## Carreira

### Carreira de dançarina e polêmica com universidade
Originária de Campo Grande, Gracyanne se mudou aos 16 anos para o Rio de Janeiro, com apenas R$ 300 no bolso, com a intenção de estudar Direito pela Universidade Federal do Rio de Janeiro (UFRJ).  Ela tinha o objetivo de prestar concurso público para se tornar juíza, tentando superar as dificuldades financeiras atravessadas pela família no Mato Grosso do Sul. Morava em um albergue e vivia entre pequenos empregos: trabalhando em uma loja de roupas, uma concessionária, e uma boate gay, entregava marmitas e também ajudava a limpar a academia em que malhava.
Em 1999, Gracyanne foi descoberta pelo empresário do grupo musical carioca Tchakabum, que a encontrou na academia e a convidou para ser dançarina da banda. Ela aceitou para ter uma fonte de renda, e sua primeira apresentação com o grupo foi no programa O+, da TV Bandeirantes. O grupo passou a ser o principal trabalho de Gracyanne. O sucesso do Tchakabum dentro e fora do Brasil aumentou em 2002, depois que a música "Onda Onda (Olha a Onda)" passou a ser executada no Big Brother Brasil 1, da TV Globo, pelo participante Kleber Bambam, que se tornou o campeão daquela temporada. Com a música tocando nas rádios graças ao reality show, o Tchakabum passou a se apresentar em mais programas de televisão. Gracyanne se tornou tão ocupada com o grupo ao ponto que quando no momento em que teria concluído o curso, em 2006, não chegou a exercer a profissão. Ainda assim, em 2018, os estudantes da Faculdade Nacional de Direito (FND) da UFRJ prestaram uma homenagem à ela, que teve seu nome e rosto incluídos em uma série de camisas do centro acadêmico entitulada "Ilustríssima", com famosos alunos da UND como Clarice Lispector e Vinicius de Moraes. Gracyanne se disse "honrada com o gesto de carinho". Entretanto, em nota publicada no mural da Faculdade Nacional de Direito (FND), a instituição explicou que não existe nenhum registro acadêmico de Gracyanne no sistema. "É FAKE que Gracyanne Barbosa (Gracyanne Jacobina Barbosa Vieira), modelo de fisiculturismo, personalidade de televisão, empresária e ex-dançarina foi aluna da Faculdade Nacional de Direito da Universidade Federal do Rio de Janeiro (FND/UFRJ)", diz o comunicado.
.
Gracyanne só deixaria o grupo em 2008. No meio-tempo realizou diversos ensaios sensuais para revistas masculinas. Em janeiro de 2007, foi capa da Playboy, que Gracyanne revelou ter editado suas fotos para diminuir seu tônus muscular, em dezembro de 2011, foi capa da Sexy.

### Carnaval
No carnaval carioca, Gracyanne foi rainha de bateria pela primeira vez em 2007 no Salgueiro. Em 2008 e 2009 ostentou o mesmo posto na Mangueira, e, em 2010, na Vila Isabel. Em 2011, ela foi rainha da bateria da  Paraíso do Tuiuti, e, no ano de 2012, da Unidos da Tijuca. Em 2013 abriu os desfiles da Série A como madrinha de bateria da Unidos do Jacarezinho, e retornou ao posto de rainha na Mangueira onde permaneceu apenas um ano. Manteve-se dois anos afastada da festa por motivos profissionais, e em 2016 retornou a Marquês de Sapucaí como musa da Portela. Em 2018, Gracyanne se tornou rainha da União da Ilha do Governador, após um ano fora do Carnaval do Rio. Ela seguiu no posto até o Carnaval de 2021.
No carnaval paulista, Gracyanne foi rainha da Império de Casa Verde, de 2008 a 2011. Entre 2014 e 2017, exerceu o mesmo posto na X-9 Paulistana. Depois, no fim de 2023, ela foi coroada madrinha de bateria do Camisa Verde e Branco, mas não chegou a desfilar no Carnaval de 2024 por causa de uma lesão.

### Atuação
Além da experiência na dança e no Carnaval, Gracyanne teve experiências profissionais na dramaturgia. A estreia nas novelas aconteceu em 2010, com uma participação em Bela, a Feia, da RecordTV. Entre 2018 e 2022, integrou o elenco de Tô de Graça, seriado de humor do Multishow, como a personagem Sonaira, com autorização sindical para atuar como atriz na produção. Em 2019, participou de um episódio do seriado Os Suburbanos, do Globoplay, e de um episódio do Vai que Cola, do Multishow. Em 2024, Gracyanne estreou nos cinemas na adaptação cinematográfica Tô de Graça – O Filme, repetindo seu mesmo papel na série. No mesmo ano, entrou para o elenco da quarta temporada de Arcanjo Renegado, do Globoplay, dando vida à melhor amiga da mulher de um chefe do tráfico carioca. E também atuou em Na Linha de Fogo, filme do AfroReggae Audiovisual e do Globoplay, com estreia prevista para 2026.

### Redes sociais
Gracyanne é um fenômeno das redes sociais, sempre com foco no universo fitness. No Instagram, a maior base dela, eram mais de 12,1 milhões de seguidores em janeiro de 2025. No Facebook, 6 milhões. No TikTok, 2,3 milhões. E, no X (antigo Twitter), 320 mil.

### Big Brother Brasil 25
Em janeiro de 2025, Gracyanne apareceu em BBB: O Documentário, celebrando 25 anos do Big Brother Brasil, lembrando como a primeira temporada do programa ajudou sua carreira, e acabaria anunciada como uma das participantes do Big Brother Brasil 25, em dupla com sua irmã mais nova, Giovanna Jacobina. O terceiro paredão do programa, no dia 4 de fevereiro, que decretava a separação geral de duplas, eliminaria Giovanna, encaminhando Gracyanne, que ficou com 25,86% dos votos, para o Quarto Secreto. Gracyanne foi a décima primeira eliminada do reality com a média de votos de 51,38% em 18 de março de 2025, em um paredão contra a ginasta Daniele Hypólito e a bailarina Eva Pacheco.

## Vida pessoal
Criada pela mãe, Ledir, Gracyanne tem duas irmãs: Giovanna e Bárbara, também naturais de Campo Grande (MS). A família se mudou para o Rio de Janeiro depois que ela se casou com Belo, em junho de 2011. Os dois se conheceram 4 anos antes, após Belo se separar de Viviane Araújo. O casal se separou em abril de 2024. Quando a separação veio à tona, Gracyanne confirmou ao jornalista Leo Dias que o casamento já havia acabado há oito meses e que, nesse período, havia se envolvido com um personal trainer. Os dois ainda são amigos, e no final de 2024  passaram o Natal juntos em família.

## Filmografia

### Televisão
| Ano       | Título                    | Personagem               | Notas                         |
| --------- | ------------------------- | ------------------------ | ----------------------------- |
| 2009      | Bela, a Feia              | Shayene                  | Episódio: "9-11 de junho"     |
| 2015      | Saltibum                  | Participante             |                               |
| 2018      | Os Suburbanos             | Ela Mesma                | Episódio: "Gracyanne Barbosa" |
| 2018–2025 | Tô de Graça               | Sonaira                  |                               |
| 2019      | Vai que Cola              | Ela Mesma                | 7ªTemporada-Episódio 29       |
| 2019      | A Culpa é do Cabral       | Ela Mesma                | 7ªTemporada-Episódio 6        |
| 2024      | Belo, Perto Demais da Luz | Ela Mesma                |                               |
| 2024      | Acerte ou Caia!           | Participante             | Especial de Natal             |
| 2025      | Big Brother Brasil        | Participante (14° Lugar) | Temporada 25                  |
| 2025      | Arcanjo Renegado          | TDA                      |                               |
| 2025      | Dança dos Famosos         | Participante             | Temporada 22                  |